# Miękińska Góra
Miękińska Góra (443,5 m) – wzniesienie na Wyżynie Olkuskiej, w miejscowości Miękinia w województwie małopolskim, w powiecie krakowskim, w gminie Krzeszowice. 
Miękińska Góra znajduje się po zachodniej stronie drogi łączącej Miękinię z Nową Górą. Jest bezleśna, pokryta polami uprawnymi. Na południowym stoku znajduje się nieczynny Kamieniołom porfiru w Miękini W roku 2011 na południowym stoku przy Drodze Tęczyńskiej została założona winnica.

## Szlaki turystyczne
Przez Miękińską Górę prowadzi dalekobieżny szlak rowerowy.
 odcinek: Krzeszowice – Miękinia – Miękińska Góra – Filipowice – Wola Filipowska – Rudno